# Puerto Leguízamo
Puerto Leguízamo è un comune della Colombia facente parte del dipartimento di Putumayo.
L'abitato venne fondato da Fidel de Monclar nel 1922.